# De Storm in het leven
De Storm in het leven est un film belge muet réalisé par Karel Van Rijn et sorti en 1920.

## Distribution
- Louis Bertijn : le premier passager
- Marguerite Bertijn : l'invité au mariage
- Helene Bertrijn-De Dapper : Maria Paals
- Staf Briers : un mendiant
- Marcel Cauwenberg : l'invité au mariage
- Staf Cauwenberg : Piet Vranks
- Willem Cauwenberg : l'invité au mariage
- Piet Janssens : Rik Wouters
- Julia Lauwers : Kaatje Lemmens
- Alfred Van deuren : le deuxième passager
- Frans Van Gool : Kelner
- Marie Verstraete : Triene Wouters